# 梶川岳
梶川 岳（かじかわ がく）は日本の漫画家。愛知県名古屋市出身。戸音名義でも活動している。

## 来歴
2009年に読切『雨の日回り道』で第7回ストキン炎プリンス部門炎努力賞を受賞。21歳の時、『→B』を投稿し、2012年8月期サンデーまんがカレッジ「あと一歩で賞」を受賞。　
2014年6月（23歳の時）に、マンガ家をめざす若者を応援する「紫雲荘活用プロジェクト」の第2期生として、赤塚不二夫の仕事部屋だった紫雲荘（トキワ荘の隣）に入居した。
ウェブコミック投稿サイト『少年ジャンプルーキー』（集英社）に作品を投稿し、編集者から評価される。『少年ジャンプ+』（集英社）2015年8月22日に読切『アキと君代の次回決闘!!』を掲載し、漫画家デビューを果たす。
24歳の時『コミックゼノン』（徳間書店）とメディバンが共同で開催した第1回一芸突破漫画オーディションに『境界フレンド』を投稿し、セリフ部門優秀賞を受賞。特別審査員はONEが務めた。
『WEBコミックぜにょん』（ノース・スターズ・ピクチャーズ）2016年5月1日より、『真亜ちゃんは今日も家にいたい』を連載。

## 作品リスト

### 漫画作品
- 略称
  - 〈掲載誌〉J+：少年ジャンプ+（集英社）、CZ：月刊コミックゼノン（徳間書店）、WCZ：WEBコミックぜにょん（ノース・スターズ・ピクチャーズ）、YKB：ヤングキングBULL（少年画報社）

| タイトル                     | 形式 | 掲載号                                                         | 収録  | 備考                                            |
| ---------------------------- | ---- | -------------------------------------------------------------- | ----- | ----------------------------------------------- |
| 雨の日回り道                 | 読切 |                                                                | -     | 第7回ストキン炎プリンス部門炎努力賞             |
| →B                           | 読切 |                                                                | -     | 2012年8月期まんがカレッジ「あと一歩で賞」       |
| アキと君代の次回決闘!!       | 読切 | J+ 2015年8月22日                                               | -     | デビュー作                                      |
| 境界フレンド                 | 読切 |                                                                | -     | 第1回一芸突破漫画オーディションセリフ部門優秀賞 |
| 恋心は屑籠に                 | 読切 | CZ 2015年11月号                                                | -     |                                                 |
| 真亜ちゃんは今日も家にいたい | 連載 | WCZ 2016年5月1日 - 10月16日                                    | 全1巻 | 月2回更新                                       |
| 日陰者の空                   | 読切 | J+ 2017年7月6日                                                | -     |                                                 |
| ロストサマーメモリー         | 読切 | J+ 2017年12月28日                                              | -     |                                                 |
| ヒナちゃんチェンジ           | 連載 | J+ 2019年6月28日 - 2020年6月12日                               | 全3巻 | 毎週→隔週更新                                   |
| 如月さんは時を止めている     | 読切 | YKB 2022年3月号                                                | -     |                                                 |
| パパのセクシードール         | 連載 | 『月刊コミック電撃大王』（KADOKAWA） 2023年1月号 - 2024年2月号 | 全2巻 |                                                 |

### イラスト
- 東京都豊島区のオリジナルフレーム切手[10]。

## 評価
- 週刊少年ジャンプ編集部の編集者からは、「温かみのある絵柄」と「どの作品にも何かひとつ読者を驚かせる仕掛けが施されている」ことを評価された[3]。
- 漫画家のONEは、第1回一芸突破漫画オーディションセリフ部門に投稿された『境界フレンド』に対して、「コマを追うごとに同じセリフに重みが増していく演出が、上手い」とコメントした[5]。